# Museu Municipal Atílio Rocco
Museu Municipal Atílio Rocco é uma instituição cultural localizada na cidade de São José dos Pinhais, no estado brasileiro do Paraná.
Mantida pela prefeitura da cidade, o museu foi fundado em 19 de setembro de 1977 por Ernani Zetola. Em março de 1981, foi renomeado para a atual denominação, ao mesmo tempo que foi transferido para um prédio histórico localizado no centro da cidade, sendo sua sede permanente até os atuais dias.

## Acervo
Além da atração do prédio histórico, construído em 1910, o Atílio Rocco possui um acerco de mais de 5.000 peças, entre eles, equipamentos médicos e de farmácia do início do século XX, uma geladeira de 1930, um projetor de cinema da década de 1950, um piano do final do século XIX, objetos pessoais do padre Pedro Fuss (1910-1985), religioso local que realizou obras religiosas e notório exorcista, peças da Força Expedicionária Brasileira e objetos do renomado piloto local de corridas automobilísticas, Germano Schlögl (1924-1961), além de fotografias e documentos históricos, livros códice e jornais antigos.